# MVP de la A1 Ethniki
El MVP de la A1 Ethniki se entrega anualmente desde la temporada 1987-1988 al jugador más regular de la liga griega, la A1 Ethniki. Desde entonces el más galadordonado es Dimitris Diamantidis con 6 veces.

## Palmarés
Esta es la lista de los vencedores:
| Temporada | Jugador                                         | Equipo                                       |
| --------- | ----------------------------------------------- | -------------------------------------------- |
| 1987-88   | Nikos Galis                                     | Aris Thessaloniki                            |
| 1988-89   | Nikos Galis (2)                                 | Aris Thessaloniki                            |
| 1989-90   | Nikos Galis (3)                                 | Aris Thessaloniki                            |
| 1990-91   | Nikos Galis (4)                                 | Aris Thessaloniki                            |
| 1991-92   | Nikos Galis (5)                                 | Aris Thessaloniki                            |
| 1992-93   | Fanis Christodoulou                             | Panionios                                    |
| 1993-94   | Panagiotis Fasoulas                             | Olympiacos Piraeus                           |
| 1994-95   | Panagiotis Fasoulas (2)                         | Olympiacos Piraeus                           |
| 1995-96   | Giorgos Sigalas                                 | Olympiacos Piraeus                           |
| 1996-97   | David Rivers                                    | Olympiacos Piraeus                           |
| 1997-98   | Predrag Stojaković                              | PAOK                                         |
| 1998-99   | Dejan Bodiroga                                  | Panathinaikos                                |
| 1999-00   | Željko Rebrača                                  | Panathinaikos                                |
| 2000-01   | Alphonso Ford                                   | Peristeri                                    |
| 2001-02   | Dimos Dikoudis                                  | AEK Athens                                   |
| 2002-03   | Fragiskos Alvertis                              | Panathinaikos                                |
| 2003-04   | Dimitris Diamantidis                            | Iraklis                                      |
| 2004-05   | Vassilis Spanoulis                              | Maroussi                                     |
| 2005-06   | Dimitris Diamantidis (2) Vassilis Spanoulis (2) | Panathinaikos                                |
| 2006-07   | Dimitris Diamantidis (3)                        | Panathinaikos                                |
| 2007-08   | Dimitris Diamantidis (4)                        | Panathinaikos                                |
| 2008-09   | Vassilis Spanoulis (3)                          | Panathinaikos                                |
| 2009-10   | Mike Batiste                                    | Panathinaikos                                |
| 2010-11   | Dimitris Diamantidis (5)                        | Panathinaikos                                |
| 2011-12   | Vassilis Spanoulis (4)                          | Olympiacos Piraeus                           |
| 2012-13   | Stephane Lasme                                  | Panathinaikos                                |
| 2013-14   | Dimitris Diamantidis (6)                        | Panathinaikos                                |
| 2014-15   | Sasha Vezenkov                                  | Aris Thessaloniki                            |
| 2015-16   | Vassilis Spanoulis (5)                          | Olympiacos Piraeus                           |
| 2016-17   | Nick Calathes                                   | Panathinaikos                                |
| 2017-18   | Nick Calathes (2)                               | Panathinaikos                                |
| 2018-19   | Nick Calathes (3)                               | Panathinaikos                                |
| 2019-20   | No se concedió debido a la Pandemia COVID-19    | No se concedió debido a la Pandemia COVID-19 |
| 2020-21   | Ioannis Papapetrou                              | Panathinaikos                                |
| 2021-22   | Sasha Vezenkov (2)                              | Olympiacos                                   |
| 2022-23   | Sasha Vezenkov (3)                              | Olympiacos                                   |
| 2023-24   | Kostas Sloukas                                  | Panathinaikos                                |

## Palmarés por países
| País           | Victorias |
| -------------- | --------- |
| Grecia         | 32        |
| Estados Unidos | 3         |
| Serbia         | 2         |
| Gabón          | 1         |

## Mejor jugador joven
| Mejor jugador joven |                                              |                                              |
| Temporada           | Jugador                                      | Equipo                                       |
| 1998-99             | Kostas Tsartsaris                            | Near East                                    |
| 1999-00             | Dimos Dikoudis                               | AEK                                          |
| 2000-01             | Antonis Fotsis                               | Panathinaikos                                |
| 2001-02             | Nikos Zisis                                  | AEK                                          |
| 2002-03             | Vassilis Spanoulis                           | Maroussi                                     |
| 2005-06             | Dimitrios Tsaldaris                          | Aris                                         |
| 2006-07             | Georgios Printezis                           | Olympia                                      |
| 2007-08             | Ian Vougioukas                               | Rethymno                                     |
| 2008-09             | Kostas Papanikolaou                          | Aris                                         |
| 2009-10             | Nikos Pappas                                 | Kolossos                                     |
| 2010-11             | Kostas Sloukas                               | Aris                                         |
| 2011-12             | Kostas Papanikolaou (2)                      | Olympiacos                                   |
| 2012-13             | Aleksandar Vezenkov                          | Aris                                         |
| 2013-14             | Aleksandar Vezenkov (2)                      | Aris                                         |
| 2014-15             | Aleksandar Vezenkov (3)                      | Aris                                         |
| 2015-16             | Ioannis Papapetrou                           | Olympiacos                                   |
| 2016–17             | Antonis Koniaris                             | PAOK                                         |
| 2017–18             | Antonis Koniaris (2×)                        | PAOK                                         |
| 2018–19             | Zois Karampelas                              | Peristeri                                    |
| 2019–20             | No se concedió debido a la Pandemia COVID-19 | No se concedió debido a la Pandemia COVID-19 |
| 2020–21             | Nikos Chougkaz                               | Ionikos Nikaias                              |
| 2021–22             | Omiros Netzipoglou                           | Aris                                         |
| 2022–23             | Lefteris Mantzoukas                          | Panathinaikos                                |
| 2023–24             | Neoklis Avdalas                              | ASK Karditsas                                |